# بندگوز بولا
بندگوز بولا (مجاری: Bolla Bendegúz؛ زادهٔ ۲۲ نوامبر ۱۹۹۹) بازیکن فوتبال اهل مجارستان است.
وی همچنین در تیم‌های ملی فوتبال جوانان، زیر ۲۱ سال مجارستان و مجارستان بازی کرده‌است.

## دوران ملی
در ۱ ژوئن ۲۰۲۱، بولا در فهرست نهایی ۲۶ نفره قرار گرفت تا نماینده تیم ملی فوتبال مجارستان در مسابقات یورو ۲۰۲۰ باشد. او اولین بازی خود را برای مجارستان، در یک بازی دوستانه، که با برد ۱–۰ همراه بود، مقابل تیم ملی فوتبال قبرس در ۴ ژوئن ۲۰۲۱ انجام داد.